# Rajko Žižić
Rajko Žižić, né le 22 janvier 1955 et mort le 7 août 2003 à Belgrade, était un joueur yougoslave de basket-ball. Champion olympique lors des Jeux de Moscou en 1980, il a également gagné la médaille d'argent aux Jeux olympiques de 1976 à Montréal, et la médaille de bronze aux Jeux olympiques de 1984 à Los Angeles.

## Biographie
Après avoir commencé sa carrière à Sutjeska, il rejoint le club de l'OKK Belgrade, club auquel il reste fidèle de nombreuses années. Il y remporte la coupe de Yougoslavie en 1993. Il joue ensuite pendant trois saisons pour un autre club de Belgrade, l'Étoile rouge de Belgrade.
Il rejoint ensuite l'étranger, évoluant deux saisons en France à Reims avant de revenir à l'Étoile rouge.
Il porte le maillot de la sélection yougoslave à 178 reprises, avec 104 rencontres officielles et 74 rencontres amicales, avec un bilan de 140 victoires pour 38 défaites.  
Il fait partie de la « Génération dorée » qui remporte le championnat d'Europe 1975 à Belgrade, puis la médaille d'argent aux Jeux olympiques 1976 de Montréal, battue 95 à 74 par les États-Unis et enfin le deuxième titre de champion du monde lors du mondial 1978 de Manille.
En 1980, la Yougoslavie devient championne olympique, devançant l'Italie et l'URSS. 
Il remporte d'autres médailles avec la sélection yougoslave, avec une médaille de bronze au championnat d'Europe 1979 et au mondial 1982. Sa dernière médaille est obtenue lors des Jeux olympiques 1984 où il remporte une médaille de bronze.

## Palmarès
Jeux olympiques
- Médaille d'argent des Jeux olympiques 1976
- Médaille d'or des Jeux olympiques 1980
- Médaille de bronze des Jeux olympiques 1984

championnat du monde
- Médaille d'or du championnat du monde 1978
- Médaille de bronze du championnat du monde 1982

championnat d'Europe
- Médaille d'or du championnat d'Europe 1975
- Médaille de bronze du championnat d'Europe 1979

Jeux méditerranéens
- Médaille d'argent des Jeux méditerranéens 1975
- Médaille d'argent des Jeux méditerranéens 1979